# 堀切麻紀
堀切 麻紀（ほりきり まき、1986年1月7日 - ）は、日本のアイドル。東京都出身。身長159cm、B82/W58/H84。血液型O型。

## 人物
2003年、週刊ヤングジャンプの制コレ2003メンバーに選ばれ、グラビア、イメージDVDなどを中心に活動。映画『怪談新耳袋　劇場版』（2004年）、オリジナルビデオ『宇宙警察SSP』（2004年）などの作品にも出演した。
2005年には女子大生に特化したモデル事務所「TCC」に所属し、明治学院大学社会学部に在学中とのプロフィールが公表された。
その後、2006年度の日本テレビイベントコンパニオンを務めた。

## 出演

### 映画
- 怪談新耳袋　劇場版　「視線」（2004年8月21日、怪談新耳袋劇場版製作委員会 / BS-i / キングレコード）

### オリジナルビデオ
- 宇宙警察SSP 1巻（2004年10月22日、エッジ）

### イメージビデオ
- 卒業。17才の別れ（2004年5月3日、HIP（販売：グラントレコーズ））
- Lucky☆Macky（2004年9月21日、エッジ）

### テレビ
- グラビアの美少女（MONDO21）

## 書籍

### 写真集
- 制コレISM 003（2004年10月13日発行、集英社）　ISBN 4081020515

-- 制コレ2003メンバーの合同写真集、撮影：外山繁（堀切麻紀パート担当） 他